# La Victoria (Cordoue)
Pour les articles homonymes, voir La Victoria.
La Victoria est une municipalité espagnole de la province de Cordoue, en Andalousie. En 2005, elle comptait 1 822 habitants. Sa superficie est de 20 km2 et elle a une densité de 91,1 hab/km2. Elle est située à une altitude de 262 mètres et à 29 kilomètres de la capitale de la province, Cordoue.

## Démographie
| 2001 | 2002 | 2003 | 2004 | 2005 | 2006 | 2007 | 2008 | 2009 | 2010 | 2011 |
| ---- | ---- | ---- | ---- | ---- | ---- | ---- | ---- | ---- | ---- | ---- |
| 1762 | 1748 | 1749 | 1802 | 1822 | 1882 | 1981 | 2132 | 2197 | 2278 | 2336 |

## Géographie; Espaces naturels
La Victoria est voisine de La Carlota, le Saint-Sébastien des Arbalétiers et Cordoue. Elle est divisée en secteurs :
1. Premier secteur: Aldea Quintana

| Nord-ouest: La Carlota y Guadalcázar | Nord: Cordoue                                          | Nord-est : Cordoue                                     |
| Ouest: La Carlota                    | La Victoria                                            | Est: Fernán-Núñez                                      |
| Sud-ouest La Carlota                 | Sud: San Sebastián de los Ballesteros et La Guijarrosa | Sud-est: San Sebastián de los Ballesteros et La Rambla |

## Géographie
Dans la municipalité de la Victoria il y a deux régions naturelles:
- Monte Beneguillas

De rares zones de végétation de chênes et de broussailles couvrent le mont dit Beneguillas (à l'extrémité ouest et le long de la rive droite du ruisseau de la Torre). Il est situé sur un coteau ensoleillé avec des pentes abruptes, d'où son nom.
Il s'agit d'un reliquat de la forêt méditerranéenne primitive de chênes, la seule zone de forêt dans la municipalité de La Victoria, constituée d'une végétation dense dans laquelle figurent principalement des chênes, des lentisques et des oliviers. Il a une petite surface (1,3 ha). Il est, à côté de la zone défrichée de la Tocina, le seul témoin de la végétation de la région, c'est-à-dire de la végétation primitive, toujours perturbée par l'homme. La préservation au fil du temps de cette tache de végétation s'explique par la pente qui rend impraticable l'agriculture.
Toutefois, le Monte Beneguillas est un lieu fréquenté par les amoureux de la nature et devient un lieu de loisirs et de plein air, avec comme conséquence parfois la pollution et les atteintes à la végétation de cette zone qui possède une grande valeur écologique.
- Dehesa Tocina

La dehesa Tocina, est située au nord de la municipalité de La Victoria, à 1 km du centre-ville, avec une superficie de 233,2 ha appartenant à une propriété portant le même nom. La géomorphologie de la zone est caractérisée par la présence de collines avec de petits ruisseaux et des mares saisonnières, où l'eau ne coule que pendant les périodes de pluie. Il s'agit d'un paysage où alternent les espaces herbacés avec des chênaies, où sont présents les plus grands exemplaires de chênes de la commune, avec une densité particulièrement élevée dans son nord, lieu utilisé ces dernières années pour accueillir la romeria de San Isidro laboureur. La forêt de chênes d'origine a été éclaircie au fil du temps pour laisser place à des espaces consacrés à l'agriculture (en alternance blé-tournesol).

## Histoire
La majorité des historiens conviennent que la fondation de la ville est liée à l'établissement de moines minimes de Saint François de Paule, à Cordoue, lorsque le général de l'ordre a demandé à l'évêque de Cordoue, Don Juan Daza y Osorio, son aide et celle du chapitre, pour établir un couvent de minimes dans cette ville. Le couvent de Cordoue a été fondé le 18 février 1510, et le fondateur de l'ordre a été béatifié le 7 juillet 1513, et a été sanctifié, sous le nom de Saint François de Paule, le 1er mai 1519. En 1810, quand l'Espagne était en pleine guerre d'indépendance, La Victoria était alors pour l'essentiel une vaste oliveraie, et (de même que la Guijarrosa) faisait partie d'une ancienne et vaste zone portant ce même nom dans la commune de La Rambla. Dans les environs de l'actuel village se trouvait ce que nous appelons aujourd'hui « La Victoria Vieille», c'est-à-dire l'« héritage », avec « maisons, cave, pressoir, cuves, vignes et arbres » et « tout ce qui lui appartient », que le 21 novembre 1551, le frère Andrés de Santa María a acheté au tanneur Alonso de Tanner et à son épouse, Elizabeth Rodriguez, pour le transmettre peu de temps après le 26 janvier 1552 aux minimes ou moines de Saint François de Paule du couvent de Notre Dame de la Victoire de Cordoue. Sur le territoire de l'« héritage » susmentionné, les minimes ont construit un oratoire, dont nous possédons une abondante documentation, au moins au XVIIIe siècle : là se sont alors mariés la plupart des gens de l'époque, qui vivaient dans des « maisons humbles et isolées, couvertes de paille » ou « de branches », comme il est mentionné dans le cadastre du Marquis de la Ensenada établi au milieu de ce siècle. Il y avait également un cimetière à côté de cette propriété.
L'émancipation de La Victoria par rapport à La Rambla s'est faite plus tard, en vertu de l'article 310 de « La Pepa », Constitution qui a vu le jour à Cadix le 19 mars 1812, et qui a été réactivée le 15 août 1836 par la reine Marie-Christine.

## Monuments
- Chapelle - maison des moines minimes

La Victoria Vieille, c'est-à-dire l'« héritage », « maisons, cave, pressoir, cuves, vignes et arbres » et « tout ce qui lui appartient », que le 21 novembre 1551, le frère Andrés de Santa María a acheté au tanneur Alonso de Tanner et à son épouse, Elizabeth Rodriguez, pour le transmettre peu de temps après le 26 janvier 1552 aux minimes ou moines de Saint François de Paule du couvent de Notre Dame de la Victoire de Cordoue.
- Torre de Don Lucas

La tour de Don Lucas a été élevée à l'époque musulmane, mais on ne sait pas exactement sa date de construction. D'après les indices obtenus dans les environs, elle pourrait dater de l'époque de Al-Hakam Ier (808-809 de l'ère chrétienne). Elle est située au nord-ouest de La Victoria, au sein de son territoire municipal, à trois cents mètres de la route qui relie le village de Quintana, avec la Victoria. Elle est construite avec de la chaux, du sable, des pierres…
- Église de San Pedro de Alcántara

L'église de San Pedro de Alcántara, a été construite sur un terrain appartenant à l'ordre de Saint François de Paule en 1818. Le 30 août de cette année, l'église nouvellement construite a reçu la visite pastorale de l'évêque Pedro Antonio de Trevilla. Le 1er octobre de la même année, en signe de gratitude pour la construction de la nouvelle église, le frère José Antonio Valenzuela a demandé au prélat s'ils pourraient mettre l'église sous l'invocation de Saint Pierre.
- Ayuntamiento (Mairie)

Édifice datant de 1926, simple mais avec une façade réussie dans le style de l'époque baroque. En 2004, le bâtiment a été agrandi en ajoutant une annexe contigüe, mais en respectant le style d'origine dans son intégralité. L'UTEDLT (Unité Territoriale de l'Emploi et du Développement Local et Technologique), l'OCA (Oficina Comarcal Agraria = Bureau régional agraire) et la police locale sont logés dans le bâtiment de l'hôtel de ville.
- Toro Riaza

En octobre 1973 a été découverte par hasard une sculpture en forme de taureau de style « Art ibérique » près du village, dans la zone connue sous le nom de Pozo de Riaza. La découverte de cette pièce archéologique est due à trois agriculteurs, qui étaient en train de faire un défonçage dans leur ferme. L'exemplaire rare est sculpté dans une pierre blanche à grain fin, facile à sculpter, connue sous le nom de « sépia » et mesure environ 1,25 mètre de long sur 90.
- Pierre de Tonnerre (Piedra del Trueno)

D'après sa forme et sa taille, on pense que cette pierre curieuse faisait partie de vestiges préhistoriques qui sont restés longtemps sur le territoire, hypothèse qui est confortée par la découverte du Toro de Riaza, (taureau ibérique), dans le voisinage immédiat. On pense que cette pierre a pu être un jalon ou un menhir, placé à côté de la route qui était empruntée par les gens pour amener leurs morts dans la zone de Riaza, où l'enterrement était effectué.

## Gastronomie
La gastronomie de Victoria est entièrement liée à l'ancien nom de Maestre, qui est celui d'une famille qui, à la fin du siècle dernier, avait plusieurs établissements d'alimentation proposant vins, alcools et charcuteries. Depuis la production de charcuteries a augmenté, tout particulièrement les saucisses appelées "rosarios" et les morcillas à l'oignon qui sont en mesure de satisfaire les palais les plus exigeants. Il y a aussi de vieilles recettes familiales, comme les haricots "palomeras", consommés dans les métairies, les croquettes de pommes de terre et le rouleau de melon. Méritent une mention spéciale les pattes de porc, le "salmorejo" et le gazpacho ; mais aussi les "migas", les "maimones", les oranges farcies à l'oignon et la morue. Notons les douceurs typiques comme les "pestiños", les "fleurs", les "soplones", les biscuits d'orange et d'anis, sans oublier les pains de saindoux farcis avec du chocolat et des "cheveux d'ange", les tortillas au saindoux et de petits gâteaux préparés à la main par les femmes de la ville. Et nous pouvons également mettre en avant la "doblaita" géante faite à chaque Toussaint (1er novembre) et aussi les "gachas" (bouillies).

## Fêtes
- Candelaria (Chandeleur)

La veille de la fête de la purification de Notre Dame, le 1er février, on allume sur les places et dans les rues des différents quartiers de la ville de grands feux, alimentés avec du bois d'olivier. Anciennement il y avait une compétition pour savoir quel était le plus grand feu et le mieux entretenu. Les habitants se rassemblent autour de ces feux pour consommer les sopaipas (beignets) traditionnels accompagnés de chocolat.
- Carnaval

C'est une fête très enracinée dans la commune, dont les gens parcourent les rues, déguisés et équipés d'instruments de musique, batterie, cymbales, tambourins, sonnettes.
- Le dimanche des Rameaux

Anciennement ce jour-là, les amoureux manifestaient leurs sentiments, en laissant la nuit devant la fenêtre de la fille qui les faisait soupirer, des branches d'oliviers et des fleurs. Si durant le jour suivant, le bouquet restait en place, cela signifiait que les sentiments du soupirant étaient appréciés. Aujourd'hui, on dessine des bouquets de fleurs à la porte de leur amoureuse.
- Romería de San Isidro

Elle a eu lieu pour la première fois à La Victoria, le 15 mai 1960. Un groupe de personnes a financé et a acheté la statue du saint en pierre. Ce groupe était la « Confrérie de l'Association des agriculteurs et des éleveurs », qui est devenue plus tard la « Chambre agraire ». Dans le village, le premier pèlerinage a eu lieu à proximité de la tour de Don Lucas, jusqu'à ce qu'en 1970, elle a eu lieu à El Cuco. En 1971, elle s'est tenue à la Coopérative d'huile d'olive vierge de la Torre (à cause du mauvais temps). Elle s'est également tenue à Santa Cruz pendant deux ans et à Tocina, près de la Laguna. À Beneguillas dans les années 1980 jusqu'en 1997. En 1998, en raison de l'absence de personnes pour l'organisation et à cause de la pluie, elle s'est tenue sur le terrain de football du village. C'est à partir de cette date, lorsque le 27 août 1998 s'est formée une association de voisins et de partenaires des années passées afin de créer une Association culturelle de San Isidro Laboureur, association qui a pris le nom de « Adelfas y Retamas ». En 1999 a été la dernière année pendant laquelle elle a eu lieu à Beneguillas. Depuis 2000, elle a lieu à Tocina dans différents domaines de cette ferme.
- Feria San Juan

Elle est célébrée le 24 juin, jour de la Saint-Jean Baptiste, au champ de foire. On élit les Reines et leurs Cavaliers aussi bien parmi les enfants que parmi les jeunes ainsi que la Victorena de l'année le week-end avant le début de la foire. Il y a des animations qui sont devenues traditionnelles, comme la passacaille (musique interprétée par des musiciens ambulants), des clowns, des magiciens, des sorties à bicyclette, la typique « Petite foire infantile de l'égalité », le dîner pour les personnes âgées, la "fête de la mousse" (?) (fiesta de la espuma), le championnat local de dominos, la pétanque, les prestations de la chorale de Guadalmazan et de l'école de danse de Rosario Moreno.
- Semaine Sainte

Semaine lors de laquelle les différentes confréries sortent leurs pasos à travers les rues de la ville : la Confrérie du Santísimo Cristo de la Expiración et celle de Maria Santísima de la Victoria. Elles défilent en procession dans la soirée du jeudi saint. Le paso de Nuestra Señora de los Dolores défile le matin et le soir du Vendredi Saint accompagnant les pasos de Nuestro Padre Jesús Nazareno et celui de  Santísimo Cristo Yacente. Le paso de Nuestro Padre Jesús Nazareno processionne à l'aube du vendredi saint et celui du Santísimo Cristo Yacente dans la nuit du Vendredi.
- Fête de la Inmaculada

Célébrée le 8 décembre, c'est la fête du sainte patronne de la commune, qui est sortie en une procession à travers la ville.

## Itinéraires
- Ruta Natural (Route naturelle)

Une des actions du projet RELAS (Réseau Local d'Action pour la Santé), a été la création d'un itinéraire qui relie les communes de San Sebastián de Los Ballesteros, La Victoria et La Carlota par des sentiers ruraux. L'inauguration a eu lieu le 7 avril 2010. Ce parcours vise à combiner le sport, la santé et l'environnement. Dans chaque commune, on a placé une affiche d'information avec une carte de l'itinéraire ainsi que les marques indiquant le chemin le long des 17 km de long, qui nécessitent environ 5 heures de marche.
- Itinaire Touristique

La visite commence par le champ de foire où se trouve le Pierre de Tonnerre, pierre qui a sa légende, pour continuer par le Paseo de la Victoria. On trouve là la Plaza de la Constitución, où est l'école publique de José Antonio de Valenzuela et la maison de retraite. On suit la rue Jesús María et on continue sur la route qui mène à San Sebastián de los Ballesteros jusqu'à atteindre le cimetière de l'Immaculée Conception, bâtiment érigé dans le cimetière en 1925. Après on prend le chemin qui mène à la chapelle de la maison des moines minimes, connue comme « La Victoria Vieja », qui est à l'origine de la commune et qui date du XVIe siècle. De là on marche dans la rue los huevos, jusqu'à ce qu'on arrive dans la rue principale qui conduit à la Plaza de España. Sur la place d'Espagne, on trouve l'hôtel de ville, construction de 1926 et l'église de San Pedro de Alcántara, construite en 1818. Une fois visitée l'église, on suit par la rue de Cordoue jusqu'à ce qu'on atteigne la rue Velázquez, où on peut voir le Cortijo de la comtesse de Gavia. De rue Velázquez, on arrive à la Plaza de la Constitución, on remonte à la Torre de Don Lucas par la route A-3052. Du haut de cette tour du temps de l'arabe Al-Hakam Ier et qui abrite la Vierge de la Torre, on peut profiter de vues imbattables, mettant fin à la visite.